# Elaine Chao
Elaine Lan Chao (chiń. 趙小蘭; pinyin Zhào Xiǎolán; ur. 26 marca 1953 w Tajpej) – amerykańska polityk tajwańskiego pochodzenia.

## Życiorys
Uczęszczała do Syosset High School na Long Island, a potem w 1975 roku uzyskała licencjat z dziedziny ekonomii Mount Holyoke College. W latach 2001–2009 była Sekretarzem Pracy, a od 1991 do 1992 roku pełniła funkcję dyrektora Korpusu Pokoju. 29 listopada 2016 została mianowana na stanowisko Sekretarza Transportu w gabinecie Donalda Trumpa. Stanowisko objęła 31 stycznia 2017. W związku z wydarzeniami z 6 stycznia 2021 złożyła swoją rezygnację ze stanowiska Sekretarza transportu.

## Życie prywatne
Od 1993 roku jest żoną Mitcha McConnella.